# ¿Para qué sirve un oso?
¿Para qué sirve un oso? es una película cómica española del año 2011, dirigida y escrita por Tom Fernández y protagonizada por Javier Cámara y Gonzalo de Castro. Más allá de ser cómica, la cinta tiene un importante interés por el ecologismo.

## Argumento
Guillermo y Alejandro (Javier Cámara y Gonzalo de Castro) son dos hermanos científicos. El primero de ellos es un biólogo que trabaja en la Antártida para estudiar las consecuencias del cambio climático sobre la Tierra, hasta que un día decide abandonar su trabajo cuando descubre que a nadie parece importarle el calentamiento global.
Por otro lado, Alejandro es un zoólogo que vive en un bosque de Asturias con su empleado estadounidense Vincent (Jesse Johnson) al que todos llaman "Chaval". A diferencia de Guillermo, Alejandro sigue adelante con la idea de salvar los bosques de la región de la deforestación. Para ello necesita que aparezcan osos por la zona, sin embargo sus métodos no resultan ser fructíferos.

## Reparto
- Javier Cámara como Guillermo
- Gonzalo de Castro como Alejandro
- Jesse Johnson como Vincent (Chaval)
- Geraldine Chaplin como Josephine
- Oona Chaplin como Rosa
- Sira García como Daniela
- Emma Suárez como Natalia

## Localizaciones de rodaje
La cinta fue rodada principalmente en la zona del Camino Real del Puerto de la Mesa, en Asturias.